# Taševo
Taševo (cyr. Ташево) – wieś w Serbii, w okręgu zlatiborskim, w gminie Prijepolje. W 2011 roku liczyła 1974 mieszkańców.